# 阿尔梅纳尔
阿尔梅纳尔，是西班牙加泰罗尼亚莱里达省的一个市镇。 总面积67平方公里，总人口3464人（001年），人口密度52人/平方公里。